# 청평사지
청평사지(淸平寺址)는 대한민국 강원특별자치도 춘천시 북산면 청평리에 있는, 고려 광종 24년(973)에 지어져 '백암선원'이라 부르던 사찰 터이다. 1984년 12월 28일 강원특별자치도의 기념물 제55호로 지정되었다.

## 개요
청평사는 고려 광종 24년(973)에 지어져 ‘백암선원’이라 부르던 사찰이다. 그후에 보현원, 문수원으로 불려오다 조선 명종 때 보우선사가 크게 고쳐 지으면서 이름을 청평사로 변경해 오늘에 이르고 있다.
오랜 세월과 한국전쟁으로 인해 문수원기비와 국보였던 극락전 등이 불타 없어졌으며, 현재의 극락전은 최근에 다시 지은 것이다. 남아 있는 유물로는 회전문(보물 제164호), 삼층석탑, 진락공  부도, 환숙당 부도 등이 있다.

## 갤러리

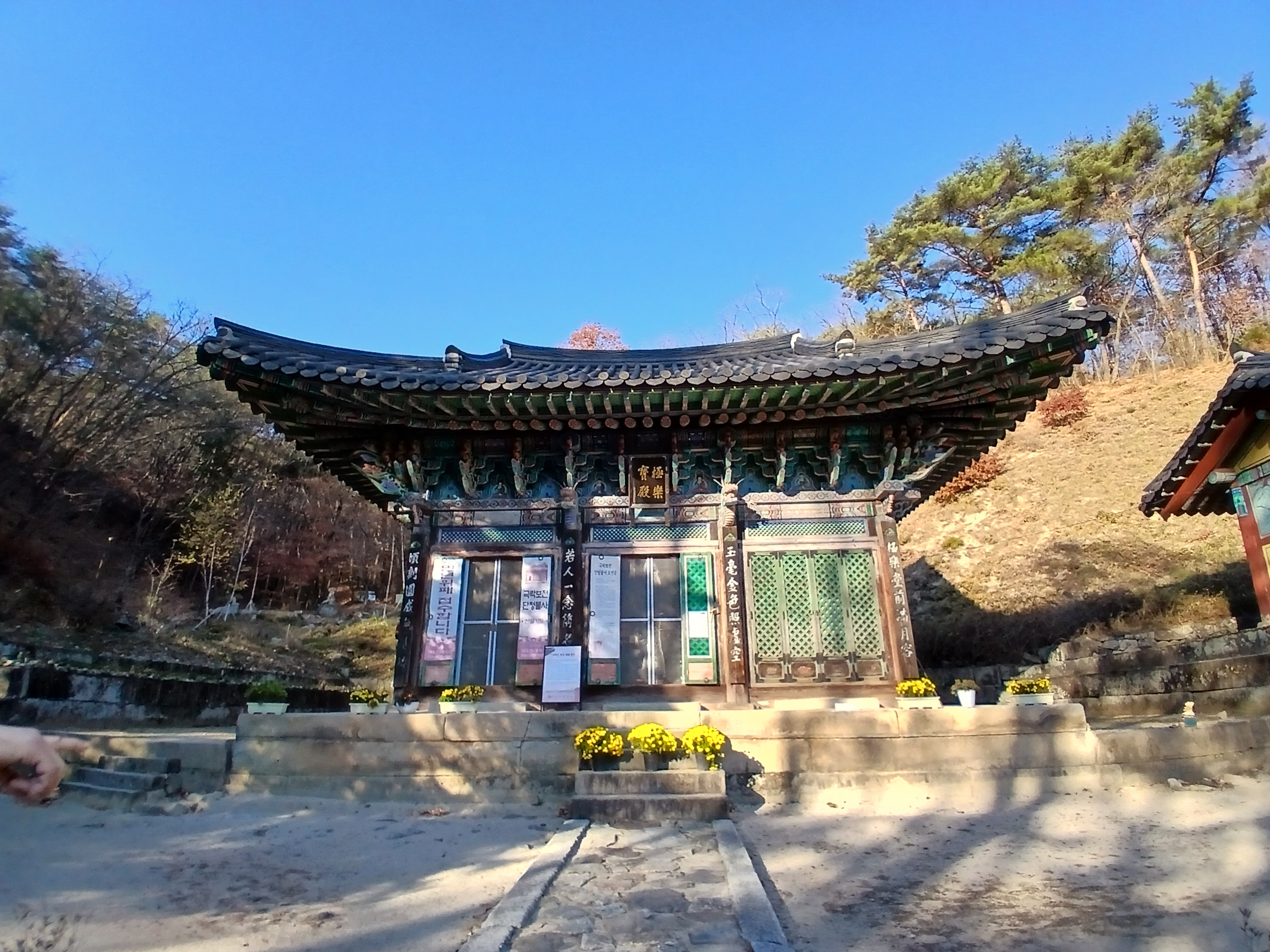
극락보전
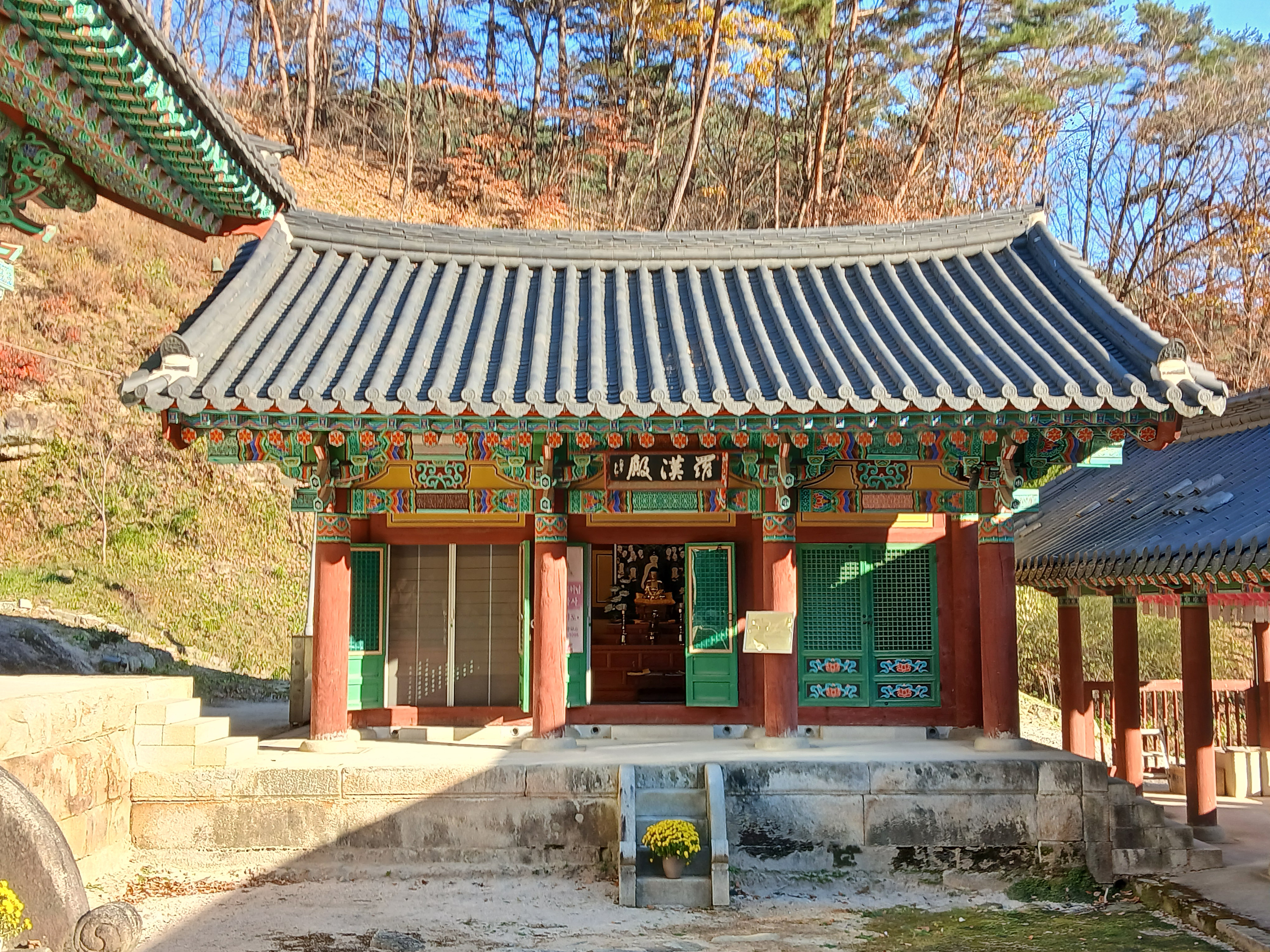
나한전
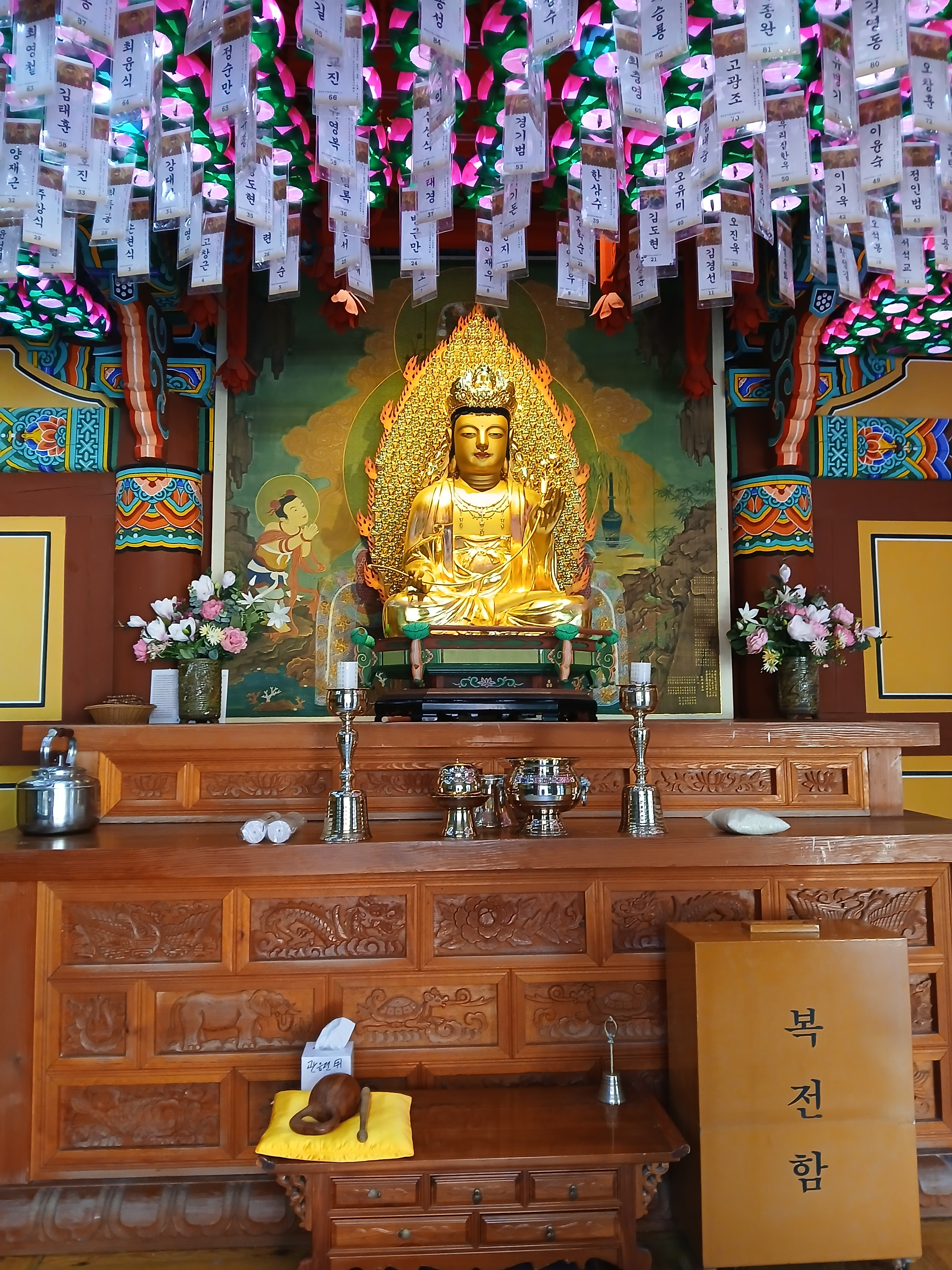
관음전
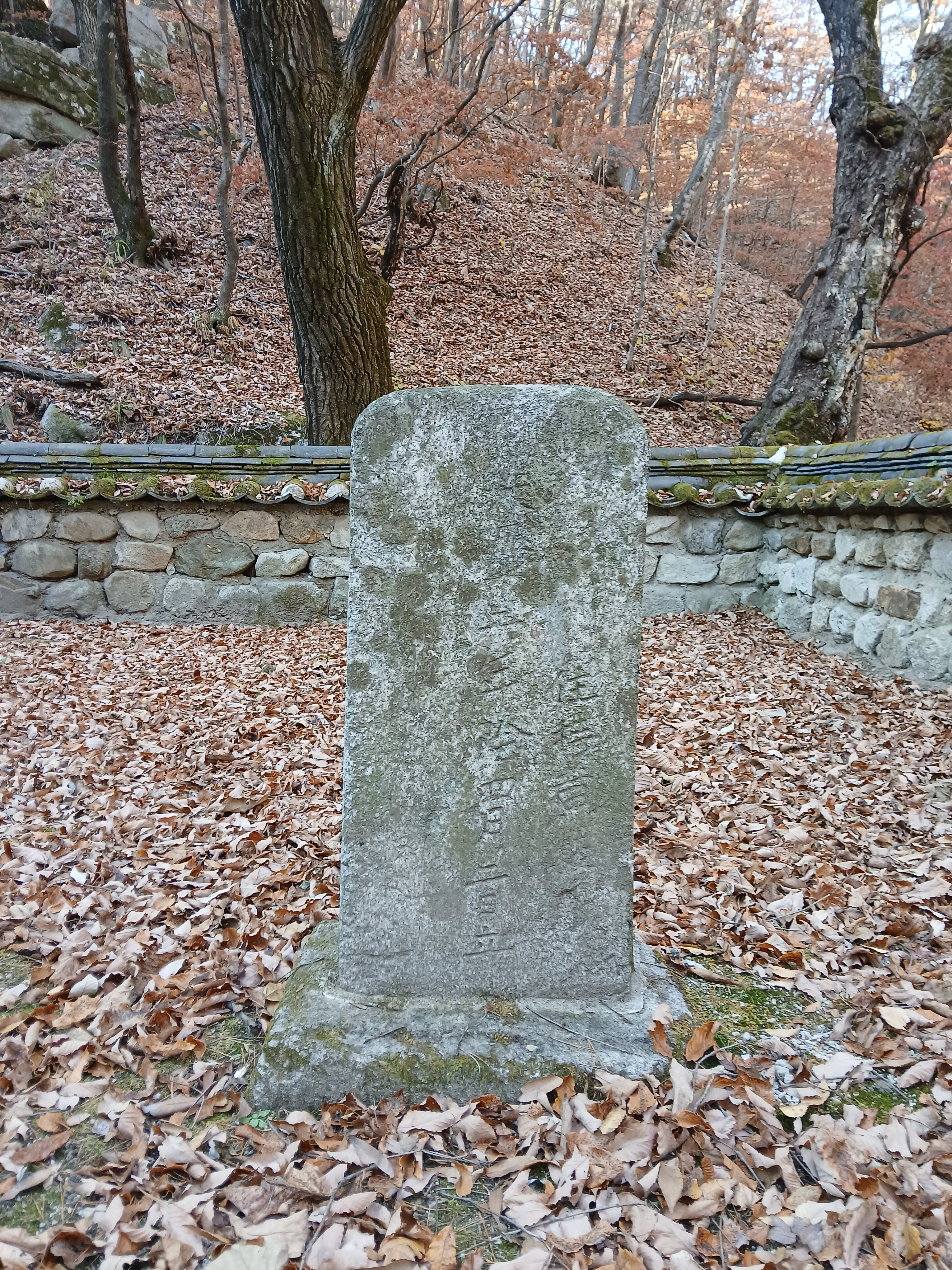
부도 표지석
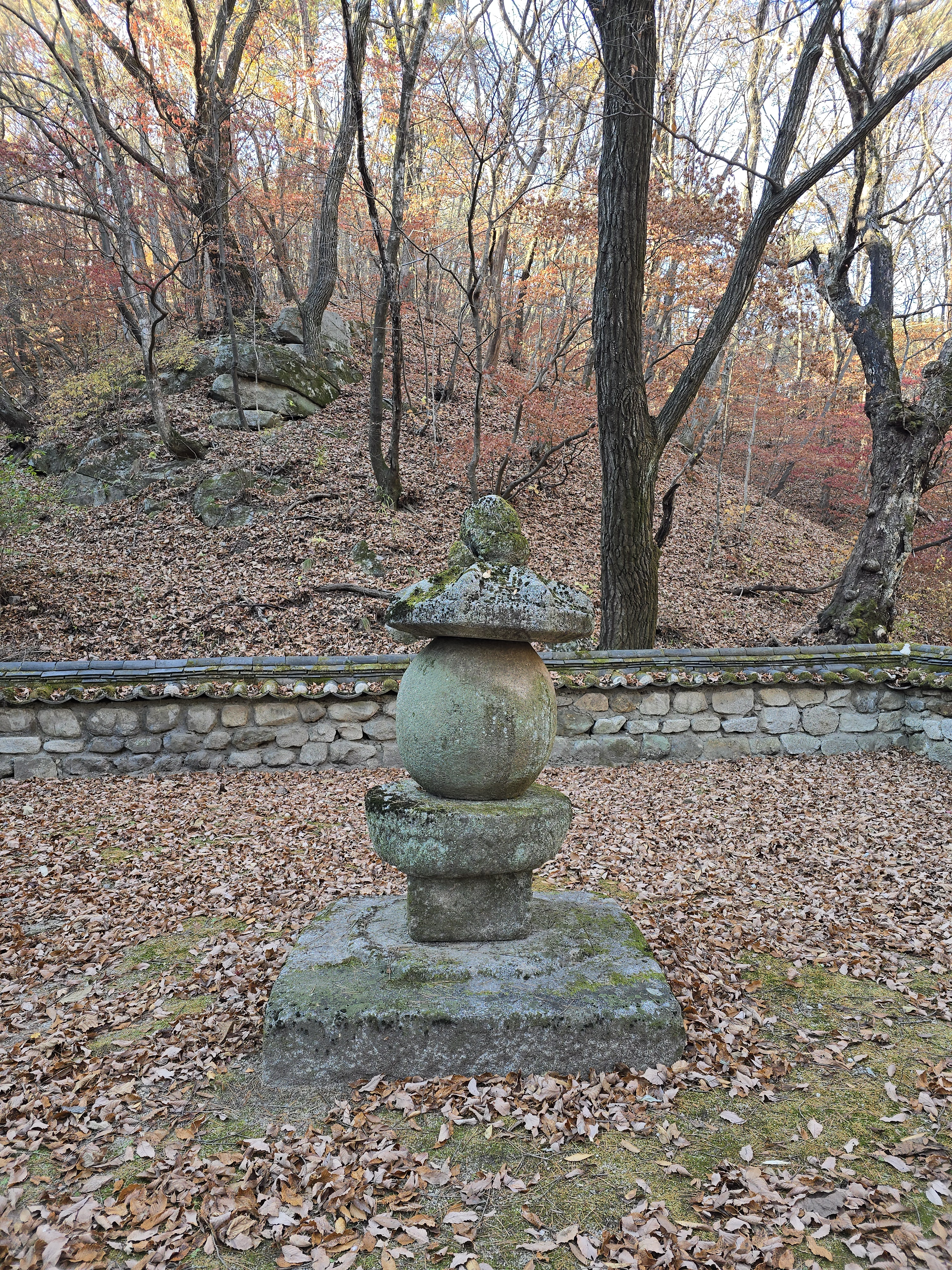
진락공 이자현 부도

## 같이 보기
- 춘천 청평사 회전문 - 보물 제164호
- 춘천 청평사 고려선원 - 명승 제70호
- 춘천 청평사 삼층석탑 - 강원도 문화재자료 제8호

## 참고 문헌
- 청평사지 - 국가유산청 국가유산포털